# Laurieann Gibson
Laurieann Gibson, född 14 juli 1969 i Toronto i Ontario i Kanada,  är en kanadensisk koreograf, regissör, tv-personlighet, sångerska, skådespelerska och dansare.
Gibson har koreograferat dansnummer till artister som Michael Jackson, Alicia Keys, Lady Gaga och Beyoncé. Exempel på musikvideor hon har regisserat är "Judas", "Yoü and I" och "Love to My Cobain".
År 2005 framträdde Gibson i MTV:s dokusåpa Making the Band och senare som domare i Little Talent Show och Skating with the Stars. Gibson hade också en kort musikkarriär, där hon släppte två album, Addictive och Last Chance.

## Biografi
Gibson blev känd med offentliga uppträdanden i MTV:s Making the Band och P. Diddys Starmaker. Gibson var också  dansare i den populära TV-serien In Living Color.
Efter utbildningen på Alvin Ailey American Dance Theater gick Gibson från teaterdans till hiphopdans och blev direktör inom koreografi för Motown Records och Bad Boy Records.[källa behövs] Hon har arbetat med Michael Jackson, Alicia Keys, och Beyoncé. Hon har även gjort koreografi för två filmer, Alfie och Honey.
I november 2011 avslutade Lady Gaga sin professionella relation med Gibson på grund av "kreativa skillnader".
Under 2012 regisserade hon Big Bangs världsturné.
Hon utvecklades som popstjärna under de sex månaderna som hon var koreograf för Gugu Mbatha-Raws album Beyond the Lights.

## Koreografi
- 1997: Missy Elliott – "The Rain (Supa Dupa Fly)"
- 2000: Lil' Kim – "No Matter What They Say"
- 2004: Brandy – "Afrodisiac"
- 2004: Brandy – "Talk About Our Love"
- 2005: JoJo – "Leave (Get Out)"
- 2005: JoJo – "Not That Kinda Girl"
- 2006: Danity Kane – "Show Stopper"
- 2006: Danity Kane – "Ride for You"
- 2007: LAX Gurlz – "Forget You"
- 2008: Lady Gaga – "Beautiful, Dirty, Rich"
- 2008: Lady Gaga – "Just Dance"
- 2008: Lady Gaga – "Poker Face"
- 2009: Cassie – "Must Be Love"
- 2009: Lady Gaga – "LoveGame"
- 2009: Lady Gaga – "Paparazzi"
- 2009: Lady Gaga – "Bad Romance"
- 2010: Katy Perry – "California Gurls"
- 2010: Lady Gaga – "Telephone"
- 2010: Lady Gaga – "Alejandro"
- 2010: Keri Hilson – "The Way You Love Me"
- 2010: Natalia Kills – "Mirrors"
- 2010: Nicki Minaj – "Check It Out" 2010 VMA Pre-Show
- 2011: Lady Gaga – "Born This Way"
- 2011: Lady Gaga – "Judas"
- 2011: Natalia Kills – "Wonderland"
- 2011: JoJo – "The Other Chick"
- 2011: Lady Gaga – "The Edge of Glory" – live performances
- 2011: Six D – "Best Damn Night"
- 2011: Lady Gaga – "Yoü and I"
- 2012: Nicki Minaj – "Roman Holiday" – 54th Grammy Awards performance
- 2012: Cassie – "King of Hearts"
- 2012: Big Bang – "Big Bang Alive Galaxy Tour 2012"
- 2013: AGNEZ MO – "Coke Bottle" med Timbaland och T.I
- 2013: Nicki Minaj – "High School" – 2013 Billboard Music Awards performance
- 2001–2017: Britney Spears
- 2016: Blackpink – Boombayah
- 2016: BTS – Not Today
- 2016: Britney Spears – Middley Billboard Music Awards
- 2017 Dance Moms
- 2018: Britney Spears – Piece Of Me Tour

## Filmografi

### TV
- 1993–1994: In Living Color – Fly Girl dancer
- 2005: Making the Band
- 2006: Little Talent Show – domare
- 2009: Making the Band
- 2009: P. Diddy's Starmaker
- 2010: Skating with the Stars – domare
- 2011: The Dance Scene
- 2011: Born to Dance
- 2013: Mary Mary
- 2017: Dance Moms

### Film
- 2003: Honey – koreograf, cameoroll som Katrina
- 2011: Lady Gaga Presents the Monster Ball Tour: At Madison Square Garden – regissör, koreograf, cameoframträdande
- 2011: Honey 2 – cameoroll

### Musikvideo
- 2010: Keri Hilson – "The Way You Love Me"
- 2011: Lady Gaga – "Judas" – medregissör
- 2011: Lady Gaga – "You and I" – medregissör
- 2013: Jeffree Star – "Love to My Cobain" – medregissör

## Diskografi
- 2006: Addictive
- 2012: Last Chance